# Нийл Уенборн
Нийл Уенборн (на английски: Neil Wenborn) е английски писател, автор на произведения в жанровете документалистика и исторически роман.

## Биография и творчество
Нийл Уенборн е роден на 22 юли 1956 г. в Англия. Учи английски език в колежа „Магдален“ в Кеймбридж. След дипломирането си работи в Бодлианската библиотека в Оксфорд. От 1989 г. е писател на свободна практика, издателски консултант и поет.
Първата му документална книга е „Careers in Librarianship and Information Science“ (Работа в библиотекознанието и информационни науки) издадена през 1980 г.

## Произведения

### Документалистика
- Careers in Librarianship and Information Science (1980)
- Careers in Museums and Art Galleries (1984)
- Prewett's Book of Town and Country Walks (1985)
- Careers in Librarianship and Information Science (1987)
- How to Get Published (1990)
- Word Power: A Test Yourself Guide (1990)
- Ready Made Job Advertisements (1991)
- The Pictorial History of the United States of America (1991) – с Линда Зампони
- A Pictorial History of the Post War Years from 1946 to the 1990s (1992) – с колектив
- Mozart (1994)
- The Hamlyn Pictorial History Of The 20th Century (1994) – с Хелън Дор, Джейк Дъглас, Иън Джакмън, Тони Кингсфорд, Алан Макинтош, Брайън Мърфи, Соня Портър
Хроника на 20 век (5 тома), изд. Абанос“ ЕООД, София (1994), прев. Евгени Александров
- „History Today“ Companion to British History (1996) – с Джулиет Гарднър
- Joseph Haydn (1997)
- Firedoors (2004)
- Dvorak: His Life&Music (2008)
- Jane Austen: Emma. Literature Insights. (2008)
- Mendelssohn (2008)
- The French Revolution – in a Nutshell (2009)
- In a Nutshell: Confucius (2010)
- Stravinsky: The Illustrated Lives of the Great Composers (2011)
- Napoleon in a Nutshell (2011)
- Reading Thomas Hardy: Selected Poems (2012)